# Combate de Inglesmendi
El combate de Inglesmendi o combate de Aríñez tuvo lugar en la tercera semana de marzo de  1367 durante la guerra civil castellana en torno a la localidad alavesa de Aríñez. Supone uno de los combates previos a la batalla de Nájera.

## Antecedentes
El poder naval de Castilla —muy superior al de Francia e Inglaterra— motivaría que estas dos naciones enfrentadas en la guerra de los Cien Años decidieran tomar partido en la guerra civil castellana con el propósito de disponer de su flota, la mayor del Atlántico. En los enfrentamientos y escaramuzas del mes de marzo previos a la batalla de Nájera en los que el ejército de Don Enrique de Trastamara —el aspirante al trono— hostigaba el magnífico ejército pedrista del Príncipe Negro cuyo grueso estaba compuesto por los mercenarios más célebres de compañías, se libró el combate de Inglesmendi en el que el bando enriquista compuesto por castellanos, aragoneses y franceses capturó el destacamento de exploración del príncipe de Gales compuesto principalmente por ingleses y algunos gascones.

## La batalla
Durante el mes de marzo Don Enrique con las enormes limitaciones con las que contaba tuvo un gran éxito utilizando la guerra de guerrillas y escaramuzas sobre el célebre ejército del Príncipe Negro ya que las tropas castellanas tenían gran poder ofensivo y tenían mayor movilidad gracias a su armamento más ligero lo que les hacía ideales para este tipo de acciones al contrario del lento y acorazado ejército pedrista compuesto principalmente por infantería y caballería pesada. Era un experimentado militar habiendo luchado él mismo en Francia como jefe de compañía contra los ingleses y sabía que la mejor estrategia militar a adoptar sobre el ingente ejército del Príncipe Negro era el desgaste y dejar que las duras tierras castellanas, el hambre y las escaramuzas hicieran su trabajo. También era lo recomendado por el rey de Francia y Duguesclín.
La caballería ligera era de vieja tradición en los sistemas militares castellanos, y estaba concebida para las frecuentes escaramuzas con los árabes, a pesar de que la idea había sido abandonada por los demás ejércitos europeos de esa época.
En la pequeña batalla de Aríñez o de Inglesmendi —que significa en vascuence monte de los ingleses— sucedida en la tercera semana de marzo de 1367 una vanguardia de jinetes o ginetes castellanos enriquistas dirigidos por Don Tello y de caballeros aragoneses y franceses dirigidos por d'Audrehem, Villaines y Don Juan Ramírez de Arellano exterminaron un destacamento de reconocimiento del príncipe de Gales. Ocurrió que tras derrotar fácilmente mediante escaramuzas a grupos adelantados al grueso del ejército del Príncipe Negro y ya de regreso a la base enriquista, se encontraron con el citado destacamento de exploración dirigido por el senescal de Aquitania Thomas Felton (o Feleton) que contaba con 200 hombres de armas y arqueros de la Compañía del Príncipe Negro. Tras sufrir muchas bajas el destacamento del príncipe de Gales se atrincheró en la montaña de Inglesmendi donde los arqueros ingleses opusieron gran resistencia a la caballería ligera castellana. Sin embargo los franceses y aragoneses desmontaron y les atacaron como infantería derrotándolos. Allí murió entre otros William Felton senescal de Poitou y capitán de gran compañía y fueron capturados los ingleses Thomas Felton, el capitán de gran compañía Richard Táunton, el caballero Hugh de Hastings, el militar barón John Neville, el capitán de gran compañía Aghorises y el mercenario gascón Gaillard Vighier (o Beguer) capitán de gran compañía entre otros.
El ejército del Príncipe Negro que hasta entonces había sido considerado invencible había sufrido su primera derrota y aunque las perdidas sufridas no eran cuantiosas en comparación con el total del gran ejército sus tropas comenzaban a desmoralizarse.